# Proskovický mlýn
Proskovický mlýn je bývalý vodní mlýn a parní mlýn na toku Mlýnského náhonu (odbočka Jarkovského potoka) v Proskovicích v Ostravě v Moravskoslezském kraji. Mlýn pochází z 1. poloviny 17. století (první zmínka z roku 1658 jako součást svobodné proskovické rychty) a byl původně poháněn vodním kolem. Dřívějšími majiteli mlýna byli Rudolf Podstatský z Prusinovic a mlynářský rod Dvorských ze Staré Vsi na Ondřejnicí. V roce 1903 koupil zchátralý mlýn Antonín Sunek, mlýn opravil a modernizoval také na pohon vodní párou. Později po druhé světové válce byl mlýn znárodněn (vlastníkem byly Pekárny a mlynárny Pardubice). Mlýn mlel ještě v 80. letech 20. století, kdy byl mlynářem Štěpán Hynek (původně zaměstnanec u mlynáře Sunka). Po sametové revoluci, po privatizaci je mlýn opět v rukou rodiny Sunků. Budova opět prochází rekonstrukcí. Uvnitř se dochoval parní stroj a mlecí zařízení. Budova není přístupná veřejnosti.

## Další informace

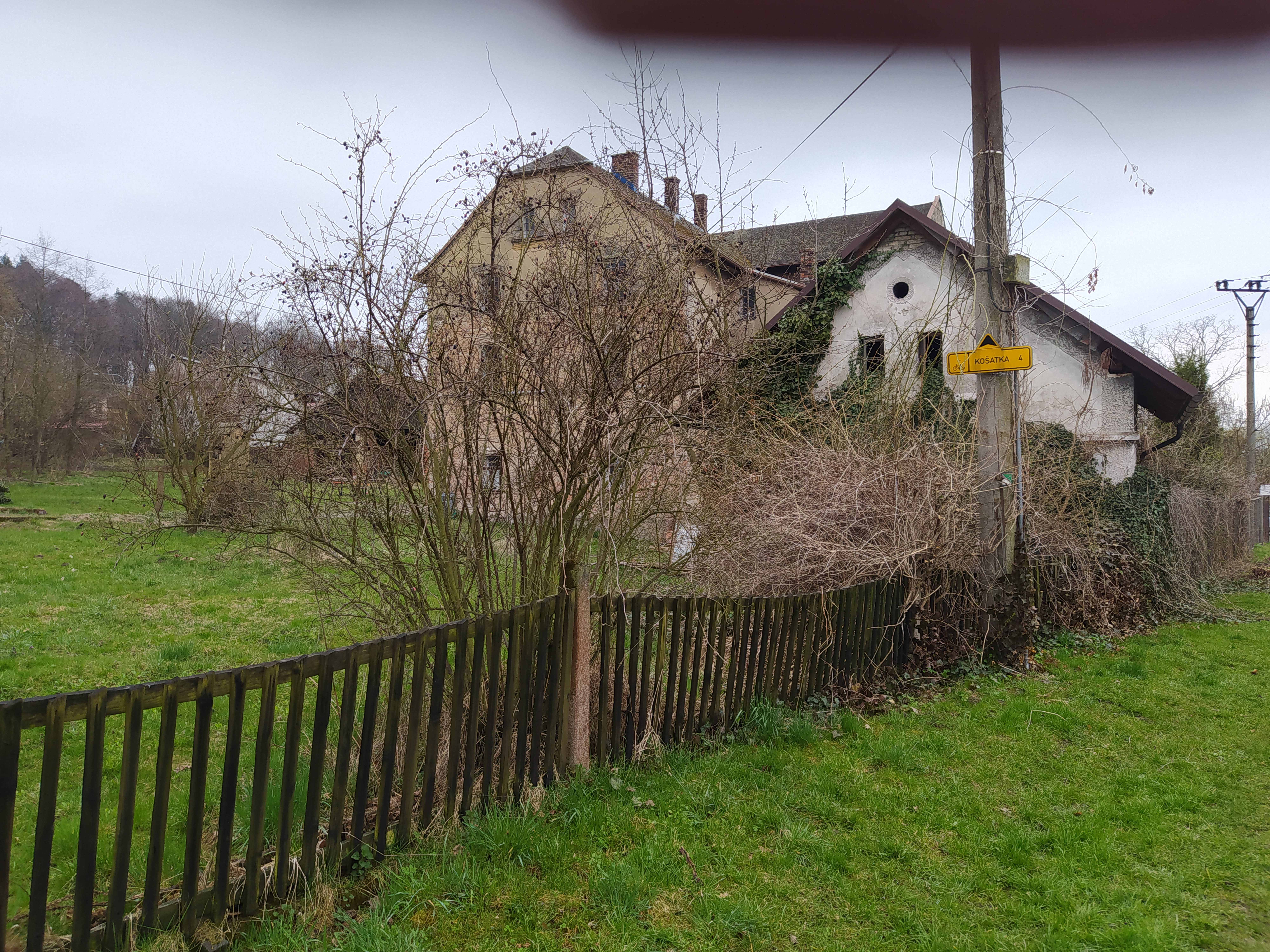

Vedle mlýna se nachází venkovní plovárna Kuňkaliště.
Mlýn se nachází v Chráněné krajinné oblasti Poodří na naučné stezce Odra - Niva.